# 向日葵 (梵高)
《向日葵》是荷蘭畫家梵谷繪畫的一系列靜物油畫。當中有2幅繪有15朵向日葵，1幅繪有14朵向日葵，另有兩幅繪有12朵向日葵。畫家1888年8月在法國南部阿爾勒繪畫了第一幅15朵的《向日葵》（藏於英國倫敦英国国家美术馆）和第一幅12朵的《向日葵》（藏於德國慕尼黑新美術館），其餘的作品在翌年1月繪成。全部作品都畫在93 × 72 公分（37" × 28"）的帆布上。1887年他另外在巴黎繪畫了一套四幅的向日葵靜物畫。

## 歷史
梵谷在1888年夏末開始工作，並持續到第二年。其中一幅被他的朋友保羅·高更裝飾其臥室。這個系列呈現了向日葵由盛放到凋謝各階段的形象。在用色方面—某程度上應該歸功於新近上市的顏料令新的色調變得可能—黃色系列的表現力得到突破。在給其弟費奧的信中表示：「可以說，向日葵是屬於我的花」。
1987年3月，安田火災海上保險（今損害保險日本興亞）的會長後藤康男在倫敦佳士得拍賣公司主持的拍賣會上，以相當於39,921,750美元的價格標得《花瓶裡的十四朵向日葵》，開創了梵高作品價格的紀錄，使得連那些對美術沒有興趣的人都認識《向日葵》系列。這幅作品目前被收藏於日本東京西新宿的損保日本興亞東鄉青兒美術館（位於損害保險日本興亞總部大樓的頂樓）。在交易過後其真偽曾一度引起爭論——有人認為這是埃米爾·舒芬尼克爾（Émile Schuffenecker）的仿作。
2022年10月14日上午11时左右，两名來自环保组织Just Stop Oil的成员来到英国国家美术馆朝《向日葵》泼了两罐番茄汤罐头。不过《向日葵》外有一块玻璃屏保护，除外层框架轻微受损之外，画作并未受到损害。《向日葵》後於當天晚些時候重新展出。2024年9月27日，三名Just Stop Oil成员在伦敦国家美术馆再度向两幅《向日葵》画作泼汤。不過画作没有受到损害。
《名偵探柯南：業火的向日葵》中，《向日葵》成为了电影的主要线索。

## 阿爾勒向日葵
在1888年8月21日或22日給特奧的一封信中，文森特寫道：「我畫的是馬賽人吃馬賽魚湯的熱情，當涉及到畫大向日葵時，你不會感到驚訝。」此時他手頭有三幅畫，打算畫更多；正如他向哥哥解釋的那樣：“希望能和高更一起住在我們自己的工作室裡，我想為工作室做一個裝飾。除了大向日葵之外別無他物。
所有的阿爾勒向日葵都是在30號畫布上繪製的。

### 最初的版本，1888年8月

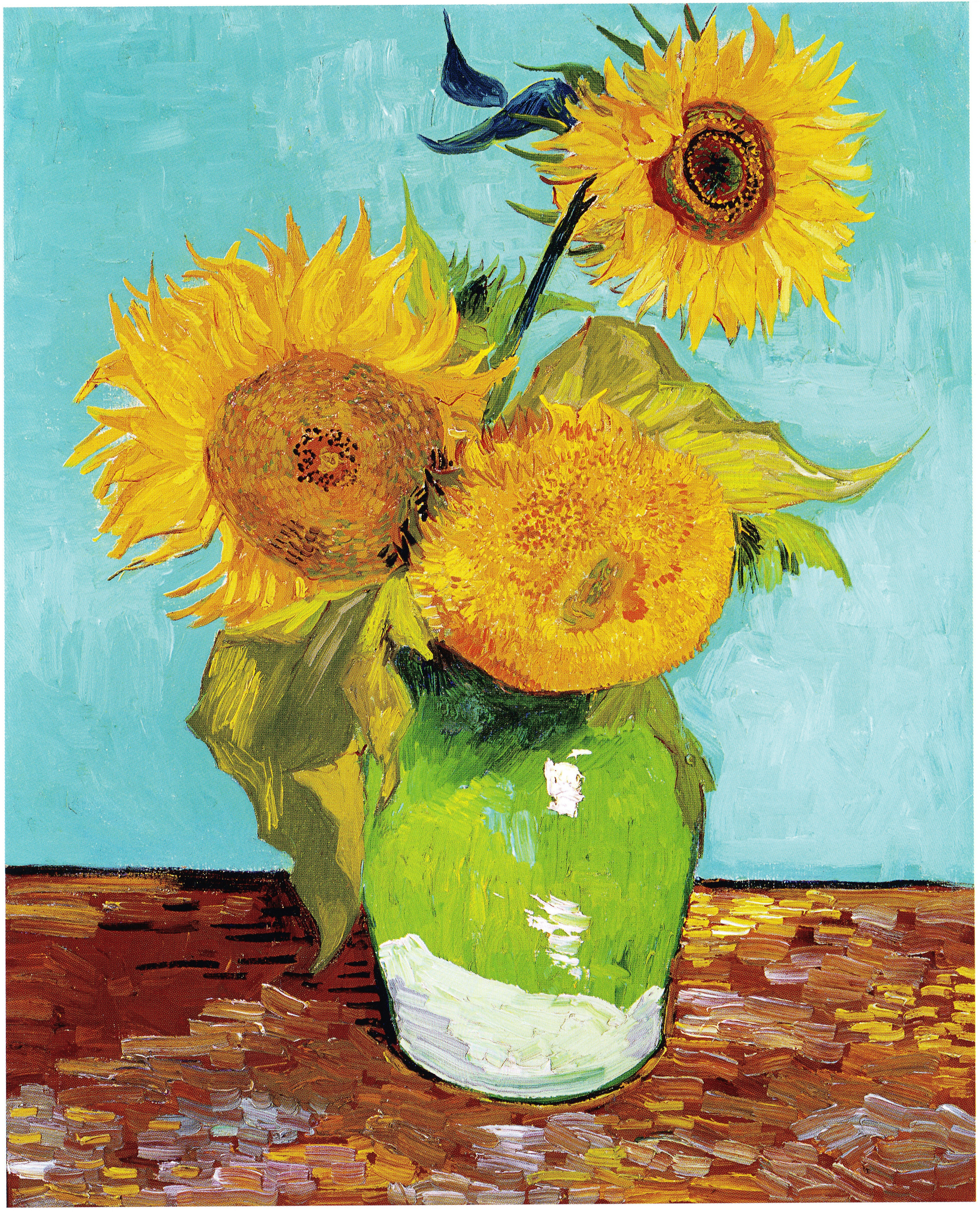
《向日葵》（F453） 第一版：青綠色背景 布面油畫，73.5×60公分 現私人收藏
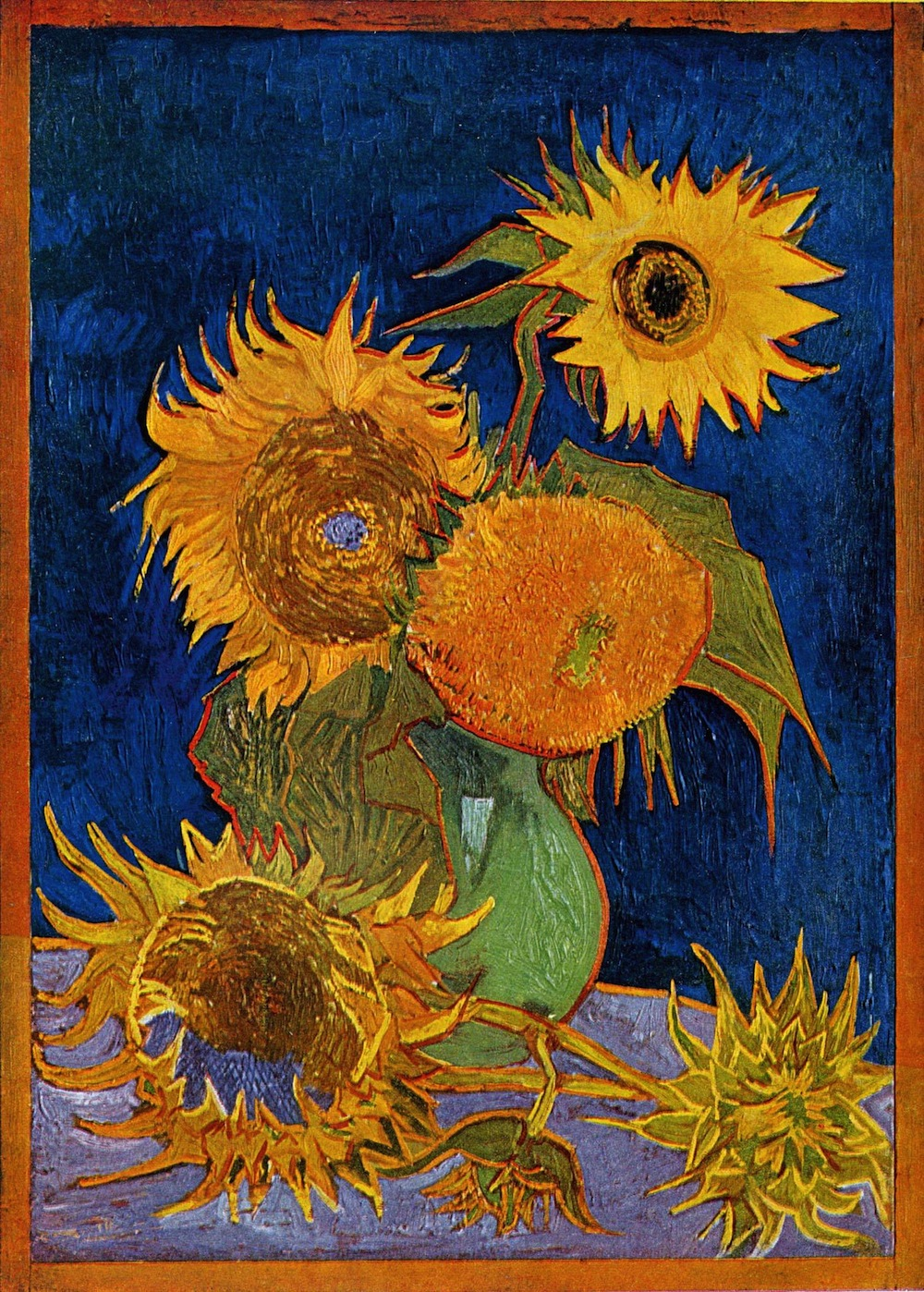
《向日葵》（F459） 第二版：寶藍色背景 布面油畫，98×69厘米。 原私人收藏，日本蘆屋市，後在1945年8月6日被美國空襲摧毀
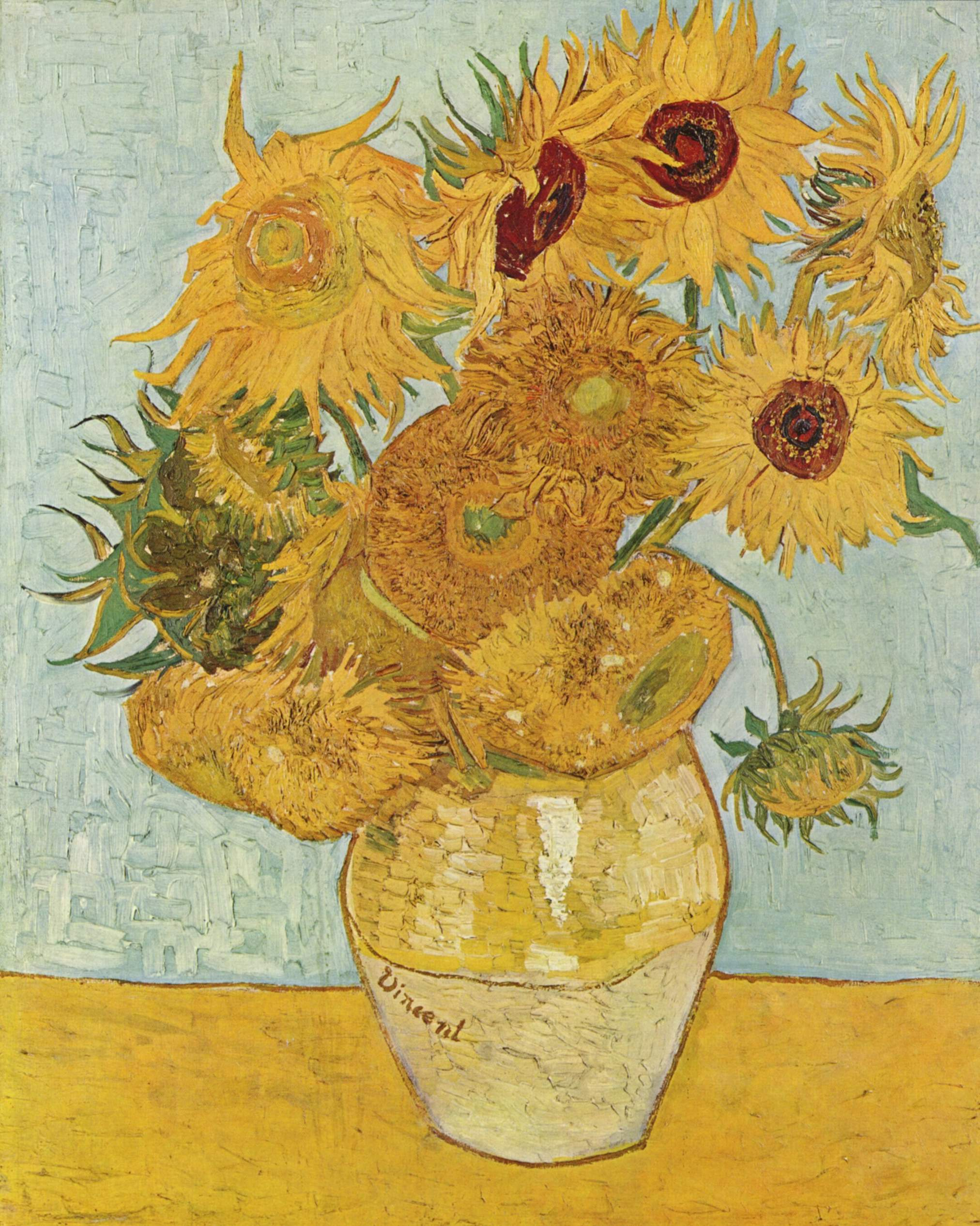
《向日葵》（F456） 第三版：藍綠色背景 布面油畫，91×72厘米。 現由德國新绘画陈列馆收藏
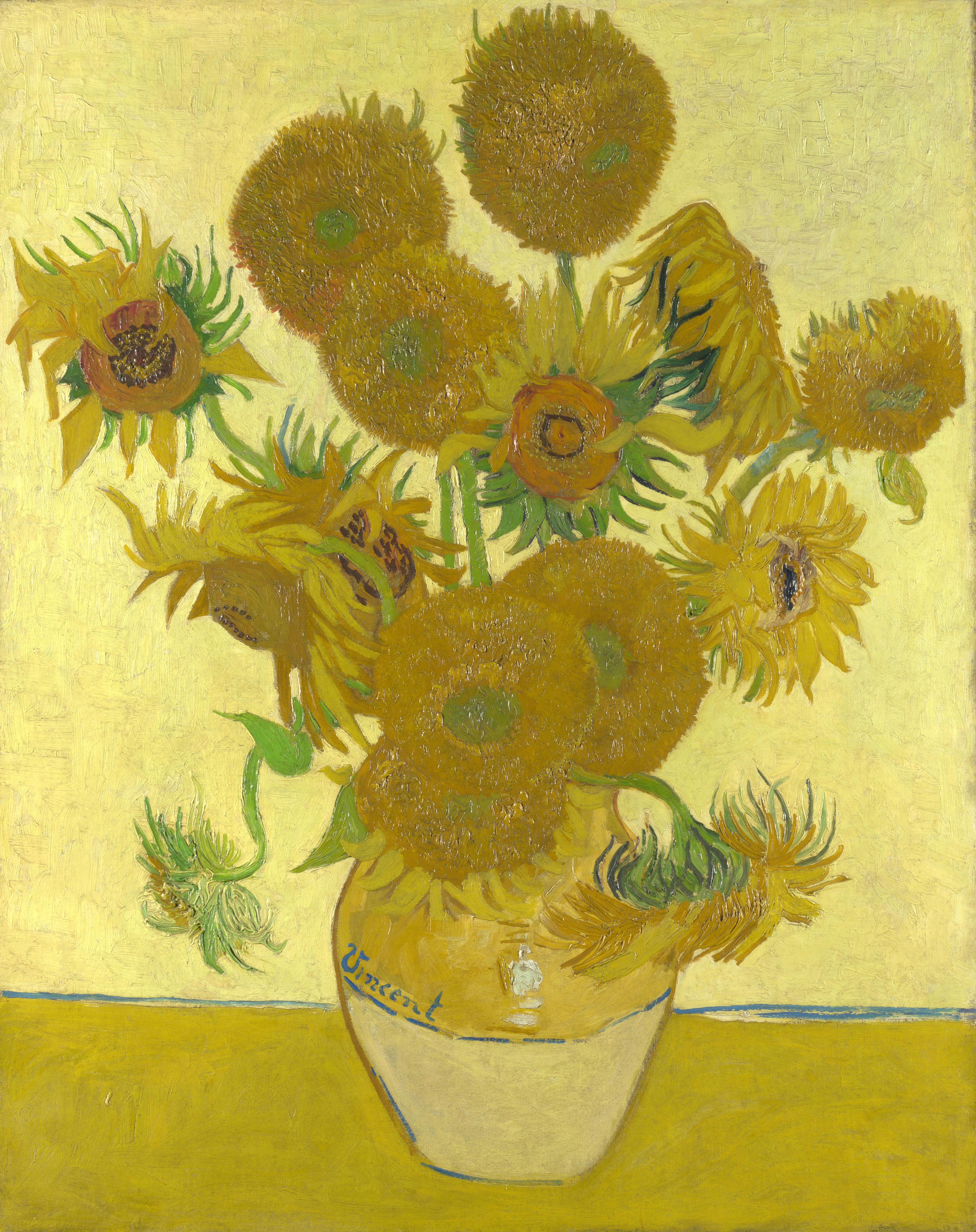
《向日葵》（F454） 第四版: 黃色背景 布面油畫，92.1×73厘米。 現由英國 英国国家美术馆收藏

### 1889年1月

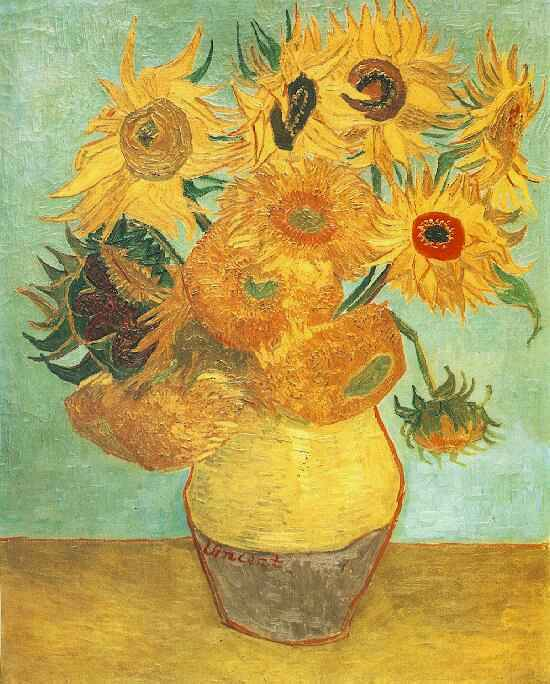
《向日葵》（F455） 第三版複製品 布面油畫，92×72.5厘米 現由美國费城艺术博物馆收藏
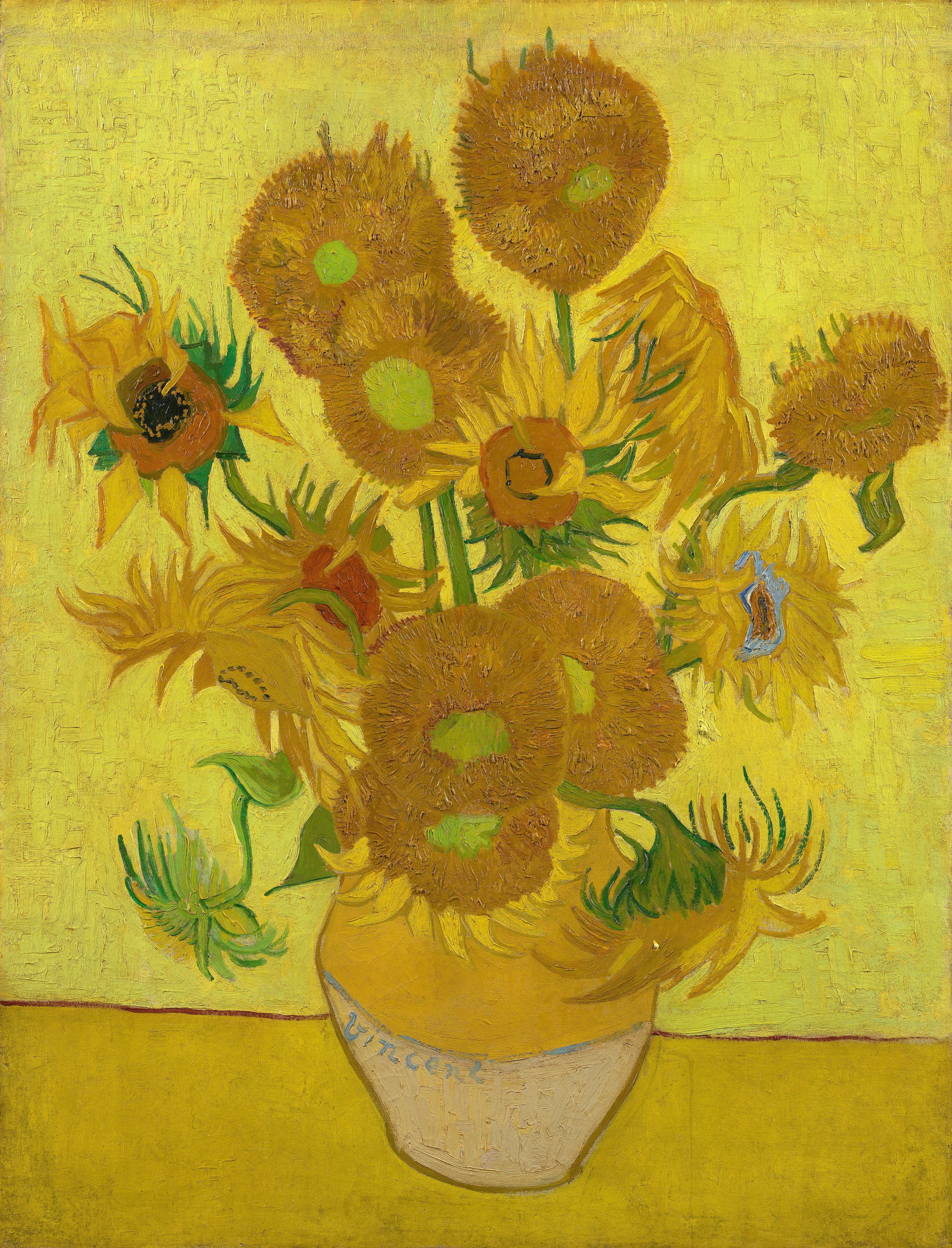
《向日葵》（F458） 第四版複製品（黃色背景） 布面油畫，95×73厘米 現由荷蘭梵谷博物館收藏
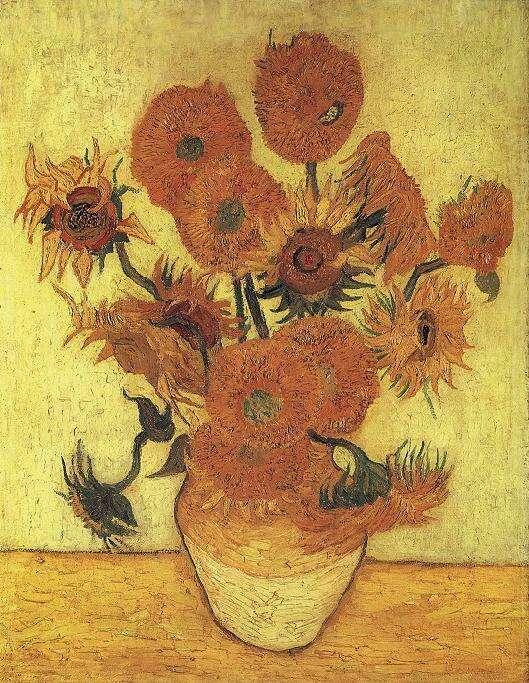
《向日葵》（F457） 第四版複製品（黃綠色背景） 布面油畫，100×76厘米 現由日本日本损害保险总部大楼收藏

## 外部連結
- Sunflowers （页面存档备份，存于） on Google Art Project
- Sunflowers at vggallery.com （页面存档备份，存于）, the complete series of paintings.
- Sunflowers, vangoghgallery.com （页面存档备份，存于）, offers an analysis of two sunflower paintings.
- The Munich version of Vincent van Gogh's Sunflowers at Neue Pinakothek （页面存档备份，存于） on bavarikon （页面存档备份，存于）
- Van Gogh, paintings and drawings: a special loan exhibition （页面存档备份，存于）, a fully digitized exhibition catalog from The Metropolitan Museum of Art Libraries, which contains material on these paintings (see index)
- Sunflowers (Van Gogh) （页面存档备份，存于） - Video - Check123 Video Encyclopedia